# 饶剑峰
饶剑峰（1964年4月3日—2013年6月22日），原名饶剑锋，生于贵州省贵阳市，祖籍梅州大埔，原深圳特发地产总经理，中国民间登山家，曾登顶全世界共14座高度超过8000米级别山峰当中的10座，2012年7月31日更是与同是中國登山者的杨春风、张京川一同登顶世界第二高峰乔戈里峰（K2，海拔8,611（28,251英尺））。2013年6月22日在巴基斯坦境内与杨春风一同遭塔利班恐怖分子杀害。

## 生平
- 1988年：大学毕业后到深圳工作。
- 2001年5月：登顶青海玉珠峰（海拔6178米）。
- 2001年10月：登顶四姑娘山大峰（海拔5200米）。
- 2004年2月：登顶哈巴雪山（海拔5400米）。
- 2004年9月：登顶世界第六高峰卓奥友峰（海拔8201米）。
- 2006年2月：登顶启孜峰（海拔6400米）。
- 2006年5月：登顶珠穆朗玛峰，成为继梁群、王石、张梁之后，第四位成功登上世界第一高峰的深圳人，也是中国第二位征服珠峰的地产老板。
- 2009年9月28日：登顶世界第十四高峰希夏邦马峰（海拔8027米）。
- 2010年5月13日：登顶世界第七高峰道拉吉里峰（海拔8172米）。
- 2010年9月：登顶世界第八高峰马纳斯鲁峰（海拔8156米）。
- 2011年5月：登顶世界第三高峰干城章嘉峰（海拔8586米）。
- 2011年7月：試圖登顶世界第十一高峰加舒尔布鲁木I峰（海拔8068米），因遭遇车祸未完成。
- 2012年：55天内连登三座8000米高峰（世界第十高峰安纳布尔纳峰、世界第五高峰马卡鲁峰、世界第四高峰洛子峰），在此之前全世界只有两个人曾做到。[4]
- 2012年7月31日：登顶乔戈里峰（K2，海拔8611米），打破了近三年K2南坡无人登顶的纪录，成為首批成功登頂的漢族人之一。[3][5]

## 参看
- 杨春风
- 2013年南迦帕爾巴特峰旅遊槍擊案